# Indische blauwstaart
De Indische blauwstaart (Tarsiger indicus; syn.: Luscinia indica) is een zangvogel uit de familie vliegenvangers (Muscicapidae).

## Verspreiding en leefgebied
Deze soort komt voor van de Himalaya tot zuidelijk-centraal China en telt twee ondersoorten:
- T. i. indicus: de centrale en oostelijke Himalaya.
- T. i. yunnanensis: noordelijk Myanmar, zuidelijk China en noordelijk Vietnam.